# EuroLeague Women 2011-2012
L'Eurolega di pallacanestro femminile 2011-2012 è stata la ventunesima edizione della massima competizione europea per club. Il torneo è iniziato il 12 ottobre 2011 e si è conclusa con la final eight, giocata dal 28 marzo al 1º aprile 2012 a Istanbul. Il Ros Casares Valencia ha vinto il trofeo per la terza volta

## Regolamento
Le squadre partecipanti erano 23, in rappresentanza di 11 nazioni. Le formazioni sono state divise in 3 gironi, 2 di 8 squadre e uno di 7, con partite di andata e ritorno.

Le prime 4 di ogni girone si sono qualificate alla fase a eliminazione diretta, insieme alle due migliori quinte classificate (calcolate considerando solo i risultati tra le prime 5 di ogni girone). Dato che la squadra organizzatrice della final eight (il Galatasaray Medical Park, qualificato automaticamente) si è piazzata tra il primo e il quinto posto nel proprio girone, sono passate alla fase a eliminazione diretta le prime 5 di ogni gruppo.

Gli ottavi di finale si sono giocati al meglio delle tre partite. Gli accoppiamenti sono stati definiti in base al ranking delle squadre qualificate, calcolato considerando solo i risultati tra le prime 5 di ogni girone.

## Regular season
Le partite si sono giocate tra il 12 ottobre 2011 e il 1º febbraio 2012.
|  | Organizzatrice della final eight, qualificata direttamente |
|  | Alla fase a eliminazione diretta                           |
|  | Eliminata                                                  |

### Gruppo A
|    | Squadra                  | P.ti | G  | V  | P  | PF   | PS   |
| -- | ------------------------ | ---- | -- | -- | -- | ---- | ---- |
| 1. | Ros Casares Valencia     | 26   | 14 | 12 | 2  | 1089 | 865  |
| 2. | Galatasaray Medical Park | 25   | 14 | 11 | 3  | 1133 | 1011 |
| 3. | UMMC Ekaterinburg        | 24   | 14 | 10 | 4  | 1070 | 885  |
| 4. | ZVVZ USK Praga           | 22   | 14 | 8  | 6  | 1037 | 993  |
| 5. | Bourges Basket           | 21   | 14 | 7  | 7  | 949  | 928  |
| 6. | SEAT Unisze Győr         | 17   | 14 | 3  | 11 | 921  | 1143 |
| 7. | Lotos Gdynia             | 17   | 14 | 3  | 11 | 987  | 1121 |
| 8. | VICI Aistes Kaunas       | 16   | 14 | 2  | 12 | 892  | 1132 |

| Squadra                  | BOU     | EKA     | GAL      | GDY     | GYŐ     | KAU     | PRA      | VAL     |
| ------------------------ | ------- | ------- | -------- | ------- | ------- | ------- | -------- | ------- |
| Bourges Basket           | —       | 79 – 74 | 65 – 66  | 65 – 49 | 87 – 68 | 78 – 49 | 63 – 51  | 50 – 77 |
| UMMC Ekaterinburg        | 68 – 50 | —       | 85 – 80  | 79 – 56 | 97 – 60 | 85 – 49 | 87 – 69  | 63 – 81 |
| Galatasaray Medical Park | 81 – 74 | 84 – 65 | —        | 77 – 71 | 99 – 46 | 83 – 66 | 75 – 67  | 46 – 76 |
| Lotos Gdynia             | 71 – 67 | 57 – 68 | 80 – 94  | —       | 71 – 87 | 97 – 80 | 66 – 102 | 72 – 90 |
| SEAT Unisze Győr         | 66 – 72 | 45 – 85 | 82 – 106 | 86 – 76 | —       | 90 – 70 | 71 – 75  | 63 – 80 |
| VICI Aistes Kaunas       | 67 – 69 | 56 – 88 | 66 – 84  | 60 – 74 | 71 – 51 | —       | 70 – 80  | 73 – 72 |
| ZVVZ USK Praga           | 73 – 69 | 59 – 74 | 70 – 78  | 82 – 77 | 74 – 63 | 98 – 60 | —        | 70 – 81 |
| Ros Casares Valencia     | 68 – 61 | 60 – 52 | 98 – 80  | 84 – 70 | 80 – 43 | 83 – 55 | 59 – 67  | —       |

### Gruppo B
|    | Squadra                       | P.ti | G  | V  | P  | PF  | PS  |
| -- | ----------------------------- | ---- | -- | -- | -- | --- | --- |
| 1. | Fenerbahçe                    | 24   | 12 | 12 | 0  | 967 | 778 |
| 2. | Perfumerías Avenida Salamanca | 20   | 12 | 8  | 4  | 907 | 822 |
| 3. | Nadežda Orenburg              | 19   | 12 | 7  | 5  | 822 | 814 |
| 4. | Beretta Famila Schio          | 18   | 12 | 6  | 6  | 813 | 824 |
| 5. | CCC Polkowice                 | 17   | 12 | 5  | 7  | 864 | 892 |
| 6. | UNIQA Euroleasing Sopron      | 16   | 12 | 4  | 8  | 769 | 842 |
| 7. | Tarbes Gespe Bigorre          | 12   | 12 | 0  | 12 | 774 | 944 |

| Squadra              | FEN     | ORE     | POL     | SAL     | SCH     | SOP     | TRB     |
| -------------------- | ------- | ------- | ------- | ------- | ------- | ------- | ------- |
| Fenerbahçe           | —       | 84 – 72 | 86 – 66 | 86 – 64 | 79 – 65 | 91 – 60 | 80 – 60 |
| Nadežda Orenburg     | 60 – 72 | —       | 74 – 71 | 64 – 69 | 70 – 63 | 64 – 51 | 72 – 54 |
| CCC Polkowice        | 79 – 86 | 58 – 71 | —       | 52 – 74 | 68 – 65 | 83 – 50 | 78 – 52 |
| Avenida Salamanca    | 69 – 77 | 75 – 63 | 78 – 85 | —       | 86 – 66 | 78 – 59 | 78 – 70 |
| Beretta Famila Schio | 65 – 70 | 81 – 69 | 85 – 67 | 67 – 64 | —       | 59 – 50 | 68 – 66 |
| UNIQA Sopron         | 62 – 78 | 76 – 78 | 75 – 58 | 64 – 74 | 69 – 54 | —       | 77 – 58 |
| Tarbes Gespe Bigorre | 56 – 78 | 60 – 65 | 96 – 99 | 69 – 98 | 66 – 75 | 67 – 76 | —       |

### Gruppo C
|    | Squadra                   | P.ti | G  | V  | P  | PF   | PS   |
| -- | ------------------------- | ---- | -- | -- | -- | ---- | ---- |
| 1. | Sparta&k Vidnoe           | 25   | 14 | 11 | 3  | 1069 | 950  |
| 2. | Wisła Can-Pack Cracovia   | 24   | 14 | 10 | 4  | 963  | 903  |
| 3. | Good Angels Košice        | 23   | 14 | 9  | 5  | 994  | 893  |
| 4. | Rivas Ecópolis            | 22   | 14 | 8  | 6  | 1024 | 949  |
| 5. | BLMA Montpellier          | 20   | 14 | 6  | 8  | 1028 | 988  |
| 6. | Taranto Cras Basket       | 20   | 14 | 6  | 8  | 949  | 991  |
| 7. | Gospić Croatia Osiguranje | 19   | 14 | 5  | 9  | 1017 | 1091 |
| 8. | Frisco Sika Brno          | 15   | 14 | 1  | 13 | 852  | 1131 |

| Squadra                   | BRN      | CRA     | GOS      | KOŠ     | MON     | RIV     | SPV     | TAR     |
| ------------------------- | -------- | ------- | -------- | ------- | ------- | ------- | ------- | ------- |
| Frisco Sika Brno          | —        | 70 – 65 | 61 – 80  | 57 – 79 | 58 – 78 | 52 – 81 | 70 – 87 | 59 – 66 |
| Wisła Can-Pack Cracovia   | 80 – 64  | —       | 74 – 71  | 52 – 45 | 66 – 58 | 50 – 65 | 81 – 60 | 64 – 58 |
| Gospić Croatia Osiguranje | 73 – 62  | 65 – 73 | —        | 76 – 91 | 82 – 96 | 67 – 52 | 60 – 79 | 91 – 75 |
| Good Angels Košice        | 71 – 54  | 69 – 72 | 106 – 66 | —       | 70 – 61 | 81 – 63 | 55 – 67 | 68 – 56 |
| BLMA Montpellier          | 80 – 50  | 64 – 77 | 89 – 81  | 83 – 65 | —       | 68 – 77 | 71 – 72 | 82 – 65 |
| Rivas Ecópolis            | 112 – 70 | 71 – 66 | 69 – 74  | 62 – 68 | 82 – 63 | —       | 75 – 73 | 74 – 70 |
| Sparta&k Vidnoe           | 97 – 62  | 62 – 74 | 86 – 68  | 68 – 65 | 72 – 70 | 79 – 76 | —       | 77 – 53 |
| Taranto Cras Basket       | 82 – 63  | 81 – 69 | 78 – 63  | 56 – 61 | 71 – 65 | 68 – 65 | 70 – 90 | —       |

## Ottavi di finale
Le partite si sono giocate il 21, il 24 e il 29 febbraio 2012.
| Squadra 1                     | Tot.  | Squadra 2            | Gara 1  | Gara 2  | Gara 3  |
| ----------------------------- | ----- | -------------------- | ------- | ------- | ------- |
| Ros Casares Valencia          | 2 – 0 | CCC Polkowice        | 88 – 54 | 78 – 58 |         |
| Sparta&k Vidnoe               | 2 – 1 | Nadežda Orenburg     | 93 – 79 | 75 – 87 | 82 – 67 |
| Wisła Can-Pack Cracovia       | 2 – 0 | ZVVZ USK Praga       | 66 – 52 | 74 – 60 |         |
| UMMC Ekaterinburg             | 2 – 0 | Good Angels Košice   | 61 – 55 | 75 – 49 |         |
| Rivas Ecópolis                | 2 – 1 | Bourges Basket       | 65 – 59 | 60 – 68 | 64 – 56 |
| Fenerbahçe                    | 2 – 0 | BLMA Montpellier     | 83 – 71 | 80 – 72 |         |
| Perfumerías Avenida Salamanca | 0 – 2 | Beretta Famila Schio | 59 – 67 | 72 – 82 |         |

## Final Eight

### Gironi di semifinale

#### Gruppo A
|    | Squadra                  | P.ti | G | V | P | PF  | PS  |
| -- | ------------------------ | ---- | - | - | - | --- | --- |
| 1. | Rivas Ecópolis           | 6    | 3 | 3 | 0 | 214 | 196 |
| 2. | Fenerbahçe               | 5    | 3 | 2 | 1 | 219 | 199 |
| 3. | Galatasaray Medical Park | 4    | 3 | 1 | 2 | 215 | 221 |
| 4. | Beretta Famila Schio     | 3    | 3 | 0 | 3 | 187 | 219 |

| Arbitri: | Juris Kokainis Haydn Jones Carole Delauné |

|            |          |          |
| Matović 25 | Punti    | 16 Erkič |
| Vardarlı 5 | Assist   | 8 Cohen  |
| Tamane 10  | Rimbalzi | 12 Ford  |

| Arbitri: | Ademir Zurapović Benjamin Barth Ognjen Jokić |

|          |          |                     |
| Jones 19 | Punti    | 21 Taurasi, Charles |
| Cruz 5   | Assist   | 8 Prince            |
| Jones 13 | Rimbalzi | 10 Charles          |

| Arbitri: | Petros Papapetrou Sérgio Silva Mathieu Bayot |

|         |          |                    |
| Ford 11 | Punti    | 28 Jones           |
| Cohen 4 | Assist   | 4 Aguilar          |
| Ford 20 | Rimbalzi | 12 Nicholls, Jones |

| Arbitri: | Aleksandar Glišić Andris Aunkrogers Fabiana Niţu |

|            |          |           |
| Taurasi 20 | Punti    | 19 Tamane |
| Prince 5   | Assist   | 5 Yılmaz  |
| Charles 12 | Rimbalzi | 9 Tamane  |

| Arbitri: | Ademir Zurapović Andris Aunkrogers Haydn Jones |

|               |          |          |
| McCoughtry 21 | Punti    | 20 Jones |
| Vardarlı 6    | Assist   | 4 Cruz   |
| McCoughtry 9  | Rimbalzi | 11 Jones |

| Arbitri: | Benjamin Barth Juris Kokainis Gentian Cici |

|                    |          |                     |
| Taurasi, Çağlar 17 | Punti    | 11 tre giocatrici   |
| Alben 8            | Assist   | 4 Cohen, McCarville |
| Matić 8            | Rimbalzi | 6 Ford              |

#### Gruppo B
|    | Squadra                 | P.ti | G | V | P | PF  | PS  |
| -- | ----------------------- | ---- | - | - | - | --- | --- |
| 1. | Ros Casares Valencia    | 6    | 3 | 3 | 0 | 229 | 176 |
| 2. | UMMC Ekaterinburg       | 5    | 3 | 2 | 1 | 202 | 201 |
| 3. | Sparta&k Vidnoe         | 4    | 3 | 1 | 2 | 223 | 233 |
| 4. | Wisła Can-Pack Cracovia | 3    | 3 | 0 | 3 | 190 | 234 |

| Arbitri: | Petros Papapetrou Gentian Cici Fabiana Niţu |

|            |          |            |
| Kobryn 19  | Punti    | 16 Hammon  |
| De Mondt 4 | Assist   | 5 Škerović |
| Powell 8   | Rimbalzi | 9 Dupree   |

| Arbitri: | Aleksandar Glišić Sérgio Silva Andris Aunkrogers |

|            |          |                   |
| Jackson 12 | Punti    | 17 Parker         |
| Moore 4    | Assist   | 2 Horáková, Nolan |
| Lyttle 9   | Rimbalzi | 8 Parker          |

| Arbitri: | Ademir Zurapović Haydn Jones Benjamin Barth |

|                      |          |            |
| Hammon 16            | Punti    | 16 Jackson |
| Škerović, Augustus 4 | Assist   | 5 Palau    |
| Augustus, Petrović 7 | Rimbalzi | 9 Moore    |

| Arbitri: | Juris Kokainis Ognjen Jokić Carole Delauné |

|                     |          |                   |
| Nolan 19            | Punti    | 23 Powell         |
| Bird 7              | Assist   | 2 tre giocatrici  |
| Stepanova, Parker 7 | Rimbalzi | 8 Bjelica, Powell |

| Arbitri: | Aleksandar Glišić Sérgio Silva Fabiana Niţu |

|             |          |                     |
| Yacoubou 20 | Punti    | 12 De Mondt, Powell |
| Palau 7     | Assist   | 3 Pawlak, Phillips  |
| Moore 12    | Rimbalzi | 8 Powell            |

| Arbitri: | Petros Papapetrou Ognjen Jokić Mathieu Bayot |

|             |          |                       |
| Augustus 19 | Punti    | 21 Gruda              |
| Barič 4     | Assist   | 5 Linkevičienė, Nolan |
| Dupree 6    | Rimbalzi | 9 Gruda               |

### Finale 7º/8º posto
| Istanbul 1º aprile 2012, ore 13:00 UTC+3                                                                                       | Beretta Famila Schio | 65 – 62 (16-10, 38-30, 48-45) referto | Wisła Can-Pack Cracovia | Abdi İpekçi Arena (250 spett.) |
| \| \| \| \| \| Erkič 15 \| Punti \| 15 Phillips \| \| Erkič 4 \| Assist \| 8 Phillips \| \| Ford 13 \| Rimbalzi \| 6 Kobryn \| |                      |                                       |                         |                                |
| |                      |                                       |                         |                                |
| Erkič 15 | Punti                | 15 Phillips                           |                         |                                |
| Erkič 4 | Assist               | 8 Phillips                            |                         |                                |
| Ford 13 | Rimbalzi             | 6 Kobryn                              |                         |                                |

### Finale 5º/6º posto
| Istanbul 1º aprile 2012, ore 15:30 UTC+3 | Galatasaray Medical Park | 73 – 71 (25-13, 41-35, 54-56) referto | Sparta&k Vidnoe | Abdi İpekçi Arena (1.200 spett.) |
| \| \| \| \| \| Taurasi 25 \| Punti \| 15 Augustus \| \| Penicheiro 4 \| Assist \| 3 Augustus \| \| Taurasi, Alben 6 \| Rimbalzi \| 5 quattro giocatrici \| |                          |                                       |                 |                                  |
| |                          |                                       |                 |                                  |
| Taurasi 25 | Punti                    | 15 Augustus                           |                 |                                  |
| Penicheiro 4 | Assist                   | 3 Augustus                            |                 |                                  |
| Taurasi, Alben 6 | Rimbalzi                 | 5 quattro giocatrici                  |                 |                                  |

### Finale 3º/4º posto
| Istanbul 1º aprile 2012, ore 18:00 UTC+3                                                                                             | Fenerbahçe | 68 – 75 (20-27, 34-42, 52-53) referto | UMMC Ekaterinburg | Abdi İpekçi Arena (2.000 spett.) |
| \| \| \| \| \| McCoughtry 20 \| Punti \| 18 Gruda \| \| Vardarlı 4 \| Assist \| 5 Parker \| \| Yılmaz 12 \| Rimbalzi \| 11 Parker \| |            |                                       |                   |                                  |
| |            |                                       |                   |                                  |
| McCoughtry 20 | Punti      | 18 Gruda                              |                   |                                  |
| Vardarlı 4 | Assist     | 5 Parker                              |                   |                                  |
| Yılmaz 12 | Rimbalzi   | 11 Parker                             |                   |                                  |

### Finale
| Istanbul 1º aprile 2012, ore 20:45 UTC+3 | Rivas Ecópolis | 52 – 65 (18-20, 37-33, 48-51) referto | Ros Casares Valencia | Abdi İpekçi Arena (2.500 spett.) |
| \| \| \| \| \| Jones 14 \| Punti \| 18 Lyttle \| \| Nicholls 2 \| Assist \| 2 quattro giocatrici \| \| Jones 7 \| Rimbalzi \| 6 tre giocatrici \| |                |                                       |                      |                                  |
| |                |                                       |                      |                                  |
| Jones 14 | Punti          | 18 Lyttle                             |                      |                                  |
| Nicholls 2 | Assist         | 2 quattro giocatrici                  |                      |                                  |
| Jones 7 | Rimbalzi       | 6 tre giocatrici                      |                      |                                  |

## Classifica finale
| Pos. | Nazione                  |
| ---- | ------------------------ |
| 1    | Ros Casares Valencia     |
| 2    | Rivas Ecópolis           |
| 3    | UMMC Ekaterinburg        |
| 4    | Fenerbahçe               |
| 5    | Galatasaray Medical Park |
| 6    | Sparta&k Vidnoe          |
| 7    | Beretta Famila Schio     |
| 8    | Wisła Can-Pack Cracovia  |

## Statistiche individuali

### Punti
| Pos. | Nome             | Squadra                       | Partite | Punti | Media |
| ---- | ---------------- | ----------------------------- | ------- | ----- | ----- |
| 1    | Diana Taurasi    | Galatasaray Medical Park      | 18      | 377   | 20,9  |
| 2    | DeWanna Bonner   | Perfumerías Avenida Salamanca | 14      | 270   | 19,3  |
| 3    | Tina Charles     | Galatasaray Medical Park      | 16      | 299   | 18,7  |
| 4    | Asjha Jones      | Rivas Ecópolis                | 21      | 376   | 17,9  |
| 5    | Angel McCoughtry | Fenerbahçe                    | 18      | 321   | 17,8  |

### Rimbalzi
| Pos. | Nome                   | Squadra                       | Partite | Rimbalzi | Media |
| ---- | ---------------------- | ----------------------------- | ------- | -------- | ----- |
| 1    | Cheryl Ford            | Beretta Famila Schio          | 17      | 203      | 11,9  |
| 2    | Quanitra Hollingsworth | SEAT Unisze Győr              | 12      | 121      | 10,1  |
| 3    | DeWanna Bonner         | Perfumerías Avenida Salamanca | 14      | 135      | 9,6   |
| 4    | Rebekkah Brunson       | Nadežda Orenburg              | 14      | 129      | 9,2   |
| 5    | Aneika Henry           | Lotos Gdynia                  | 14      | 128      | 9,1   |

### Assist
| Pos. | Nome            | Squadra              | Partite | Assist | Media |
| ---- | --------------- | -------------------- | ------- | ------ | ----- |
| 1    | Sharnee' Zoll   | CCC Polkowice        | 14      | 93     | 6,6   |
| 2    | Laia Palau      | Ros Casares Valencia | 19      | 107    | 5,6   |
| 3.   | Iva Ciglar      | SEAT Unisze Győr     | 14      | 77     | 5,5   |
| 4.   | Miljana Bojovič | Good Angels Košice   | 16      | 80     | 5,0   |
| 5.   | Edwige Lawson   | BLMA Montpellier     | 16      | 78     | 4,9   |